# Pfarrkirche Lieseregg

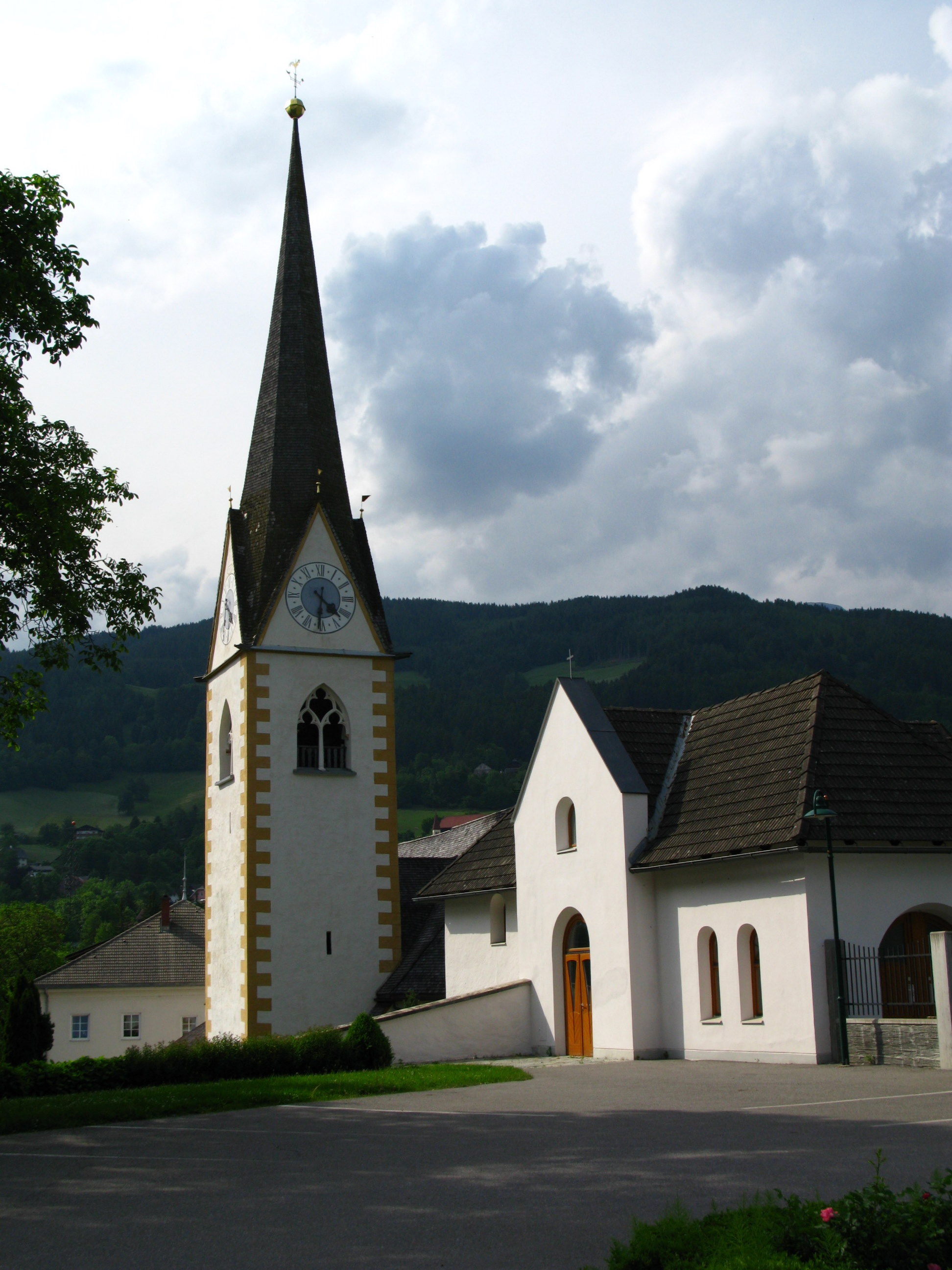
Katholische Pfarrkirche Mariä Himmelfahrt in Lieseregg

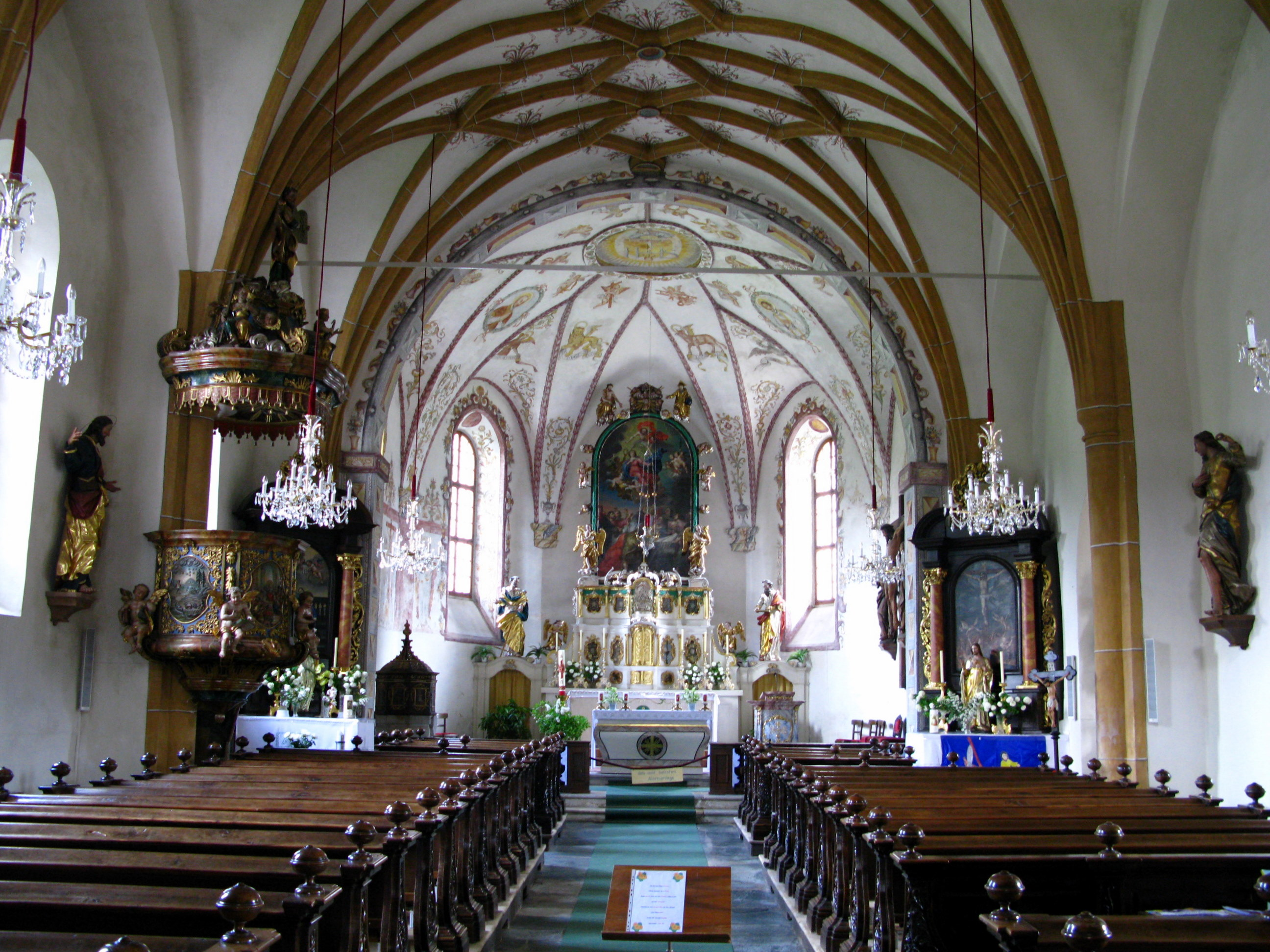
Langhaus, Blick zum Chor

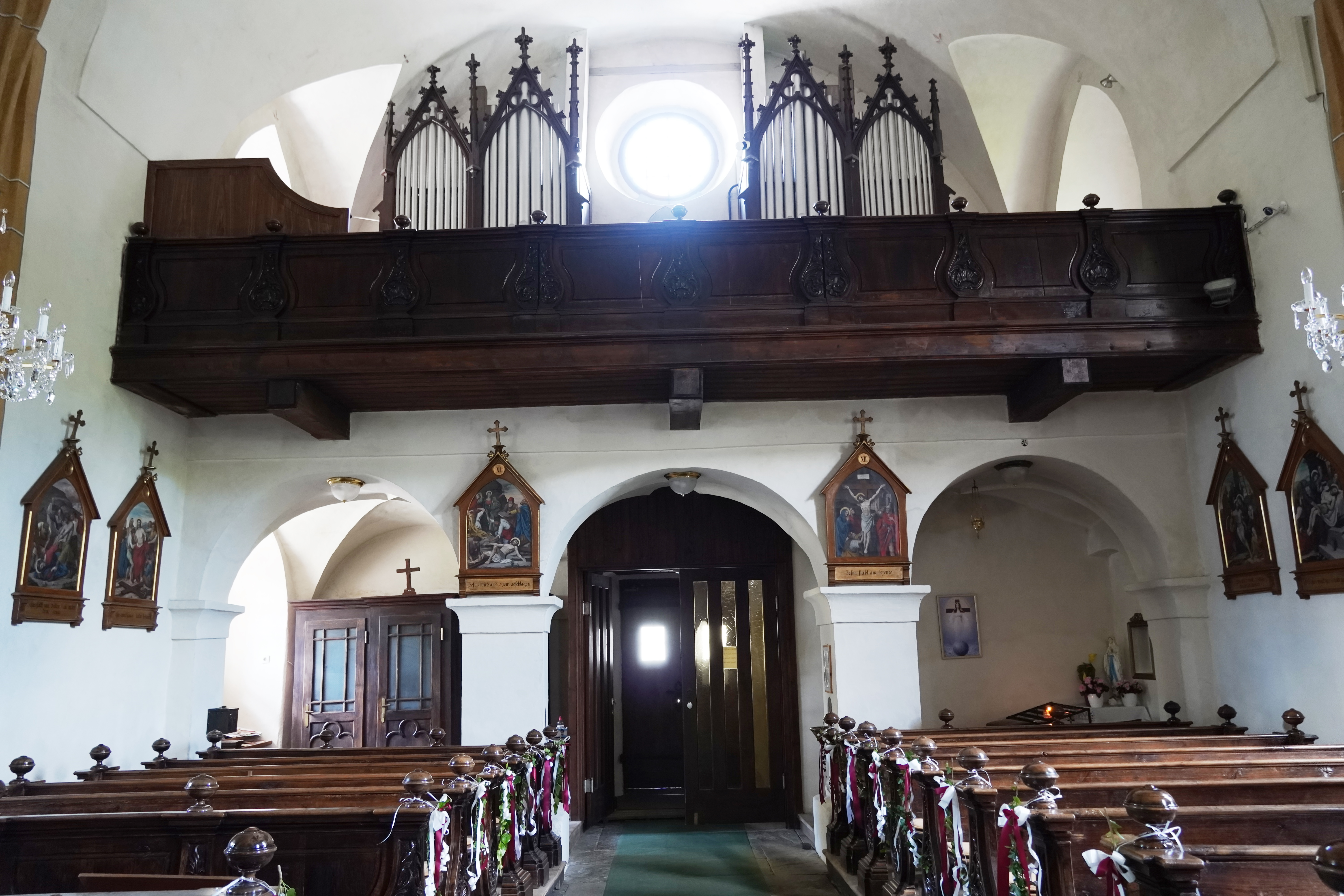
Langhaus, Blick zur Empore

Die römisch-katholische Pfarrkirche Lieseregg steht an einem zum Fluss abfallenden Felsen bei einer Schlinge der Lieser in der Ortschaft Lieseregg in der Marktgemeinde Seeboden am Millstätter See im Bezirk Spittal an der Drau in Kärnten. Die dem Patrozinium Mariä Himmelfahrt unterstellte Pfarrkirche gehört zum Dekanat Gmünd-Millstatt in der Diözese Gurk-Klagenfurt. Die ehemalige Wehrkirche und der Pfarrhof stehen unter Denkmalschutz (Listeneintrag).

## Geschichte
Urkundlich wurde die Kirche um 974 bis 984 genannt, 1138 als Pfarre. 
Der mittelgroße gotische Kirchenbau entstand in der zweiten Hälfte des 15. Jahrhunderts. Die Kirche wurde in der Mitte des 17. Jahrhunderts barock westlich um ein weiteres Langhausjoch erweitert und ein südliches Seitenschiff angebaut. 1944 war eine Restaurierung.

## Architektur
Das Kirchenäußere zeigt ein Langhaus und ein Chor mit einem polygonalen Schluss baulich mit einer eingehausten Brücke mit dem Pfarrhof verbunden. Nordseitig am Langhaus und Chor stehen einfach abgetreppte Strebepfeiler, südlich steht ein gedrungener Turm mit Mauerschlitzen, spitzbogigen Schallfenstern mit Maßwerk, er trägt einen Spitzgiebelhelm. Die barocken Kirchenfenster sind rundbogig.
1999 wurde an der Südseite des Turmes eine Vorzeichnung einer sehr qualitätvollen, monumentalen frühbarocken Christopherusdarstellung aufgedeckt.
Das Kircheninnere zeigt ein vierjochiges Langhaus, in den drei östlichen Jochen mit einem reichen Netzrippengewölbe auf Wandpfeilern mit halbrunden Vorlagen. Das barocke Westjoch ist tonnengewölbt. Die Empore steht auf einer dreiteiligen Pfeilerarkade. Südseitig befindet sich im 2. und 4. Joch ein Zugang zum Seitenschiffanbau. Ein spätgotisches Portal mit einem geraden Sturz auf Konsolen führt zur kreuzgratgewölbten Sakristei im Erdgeschoß des Turmes. Der leicht eingezogene Chor hat ein Vorjoch und einen Dreiachtelschluss.
Fresken an der nördlichen Chorwand zeigen eine Kreuzigungsgruppe und den hl. Petrus um 1500. Ein Christopherusbild an der ehemals südlichen Außenseite des Langhauses befindet sich durch den nachträglichen Anbau des südlichen Seitenschiffes im Inneren.

## Einrichtung
Das Hochaltarbild Mariä Himmelfahrt vom ehemaligen Hochaltar aus der Mitte des 18. Jahrhunderts ist eine Kopie des Malers Bartel 1810 nach Peter Paul Rubens.
Es gibt Glocken aus dem Ende des 13. Jahrhunderts. Eine Glocke aus dem 14. Jahrhundert nennt Ambros Basler.

## Grabdenkmäler
Außen an der Westwand
- Ein Grabstein zum Pfarrer Berchtold 1425.
- Eine Wappengrabplatte zu Thomas Strasser 1541.
- Eine figurale Wappengrabplatte zu Andreas Wyelandt von Teinsberg, gestorben 1475.
- Eine figurale Wappengrabplatte zu Nikolaus Züngel, gestorben 1452.